# М'яццина
Міаціна (італ. Miazzina, п'єм. Mugin-a) — комуна в Італії, у регіоні П'ємонт,  провінція Вербано-Кузіо-Оссола.
Міаціна розташовані на відстані близько 550 км на північний захід від Рима, 135 км на північний схід від Турина, 15 км на північний схід від Вербанії.
Населення — 370 осіб (2014).
Щорічний фестиваль відбувається 13 грудня. Покровитель — Santa Lucia.

## Демографія
Населення за роками:

Станом на 1 січня 2023 року в муніципалітеті офіційно проживало 20 іноземців з 10 країн, серед них 7 громадян країн Євросоюзу та 6 громадян України.

## Сусідні муніципалітети
- Аурано
- Камб'яска
- Капреццо
- Коссоньо
- Курсоло-Орассо
- Фальмента
- Гурро
- Інтранья
- Вербанія